# NHL 15
NHL 15 — відеогра, спортивний симулятор хокею із шайбою. Розроблена EA Canada і видана EA Sports. Офіційний реліз відбувся 9 вересня 2014 року в Північній Америці, через три дні розпочато продажі в Європі, Австралії та Новій Зеландії. Симулятор підтримує гральні консолі восьмого покоління PlayStation 4 та Xbox One. Гра стала двадцять четвертою в серії NHL. На обкладинці зображений гравець команди Бостон Брюїнс Патріс Бержерон.

## Особливості
NHL Collision Physics — оновлена фізика поведінки гравців під час зіткнень. У новій версії гри ця технологія може бути використана для всіх дванадцяти гравців одночасно.
Оновлення фізики шайби призвело до підвищення реалізму та непередбачуваності траєкторії польоту, відскоків та, відповідно, голів. Щоб допомогти зробити фізику шайби якомога більш реалістичною був найнятий інженер-програміст, який працював на Великому адронному колайдері.
Оновлена система моделювання гравців і спортивного екіпірування.
Створено 28 неповторних арен НХЛ, кожна з яких має свої архітектурні деталі та відмінні від інших характеристики.
Living crowds — технологія, що більш реалістично відображає вболівальників на трибунах льодових стадіонів.

## Ліги та команди
У грі представлені всі найсильніші клубні ліги світу, а також національні команди:
- НХЛ
- АХЛ
- СМ-ліга
- Елітсерія (SHL)
- Чеська екстраліга
- Німецька хокейна ліга (DEL)
- Національна ліга А (NLA)
- КХЛ

Канадська хокейна ліга включає в себе Головну юніорську хокейну лігу Квебеку (QMJHL), Хокейну лігу Онтаріо (OHL) та Західну хокейну лігу (WHL).

## Обкладинка
Як і у випадку з NHL 14 кожен міг проголосувати за спортсмена, який би став обличчям гри, і був зображений на офіційній обкладинці. Голосування стартувало 5 травня 2014 року і закінчилося 24 червня. За результатами, які були оголошені 24 червня 2014 року, було вирішено розмістити на обкладинці зображення Патріса Бержерона. У голосуванні узяли участь більш ніж 10 мільйонів людей з усього світу.

## Саундтрек
| Виконавець            | Пісня                                                  |
| --------------------- | ------------------------------------------------------ |
| 1985                  | «Time Of Your Life»                                    |
| Bear Hands            | «Giants»                                               |
| Benny Benassi         | «Control feat. Gary Go»                                |
| Close Your Eyes       | «Chain Gang»                                           |
| Death from Above 1979 | «Trainwreck 1979»                                      |
| Empires               | «How Good Does It Feel»                                |
| Every Time I Die      | «El Dorado»                                            |
| Fall Out Boy          | «My Songs Know What You Did in the Dark (Light Em Up)» |
| Franc Wyte            | «What I'm Talking 'Bout»                               |
| Heroes X Villains     | «TWERK»                                                |
| Holy Fever            | «Find Your Fame»                                       |
| Madeon                | «The City»                                             |
| Max Frost             | «White Lies»                                           |
| Plague Vendor         | «Black Sap Scriptures»                                 |
| Porter Robinson       | «Sea Of Voices»                                        |
| Pup                   | «Lionheart»                                            |
| Red Sky Noise         | «She Don't Know»                                       |
| Summer of '69         | «Come And Get It»                                      |
| The Graveltones       | «Forget About The Trouble»                             |
| The Night Marchers    | «Fisting The Fanbase»                                  |
| The Wyld              | «Odyssey»                                              |
| Wolf Rider            | «From Where You Are»                                   |
| Wolfmother            | «How Many Times»                                       |
| Young the Giant       | «My Body»                                              |